# 郭守敬 (小惑星)
郭守敬（かくしゅけい／グオ・ショウ＝ジン、2012 Guo Shou-Jing）は、小惑星帯の小惑星である。1964年10月9日に南京郊外の紫金山天文台で発見された。
中国・元朝に仕えた天文学者の郭守敬（1233年-1316年）にちなんで命名された。